# 罗素—爱因斯坦宣言
罗素—爱因斯坦宣言（英語：Russell–Einstein Manifesto），最初称为《科学家要求废止战争》，是由罗素起草的一份文件。罗素於1955年2月11日写信给爱因斯坦讨论这篇宣言，5天后爱因斯坦回信表示赞同，并在3月寫信希望波尔能够加入，但波尔拒绝了。宣言的签字者包括11位著名的科学家，其中10人均为诺贝尔奖得主，只有利奧波德·英費爾德例外。爱因斯坦也位列其中，4月5日罗素将他所拟的宣言寄给爱因斯坦，爱因斯坦11日签了名，18日便与世长辞。

## 宣言内容
宣言对核武器带来的危险深表忧虑，并呼吁世界各国领导人通过和平方式解决国际冲突。
宣言中包含了如下决议：

“鉴于未来任何世界大战必将使用核武器，而这种武器威胁着人类的继续生存，我们敦促世界各国政府认识到并且公开承认，它们的目的绝不能通过世界大战来达到，因此，我们也敦促它们寻求和平的办法来解决它们之间的一切争端。”
- 马克斯·玻恩，1954年诺贝尔物理学奖得主、德国理论物理学家
- 珀西·布里奇曼，1946年诺贝尔物理学奖得主、美国高气压物理学的奠基者
- 阿尔伯特·爱因斯坦，1921年诺贝尔物理学奖得主、美国理论物理学家
- 赫尔曼·约瑟夫·马勒，1946年诺贝尔生理学或医学奖得主、美国遗传学家
- 利奧波德·英費爾德，波兰物理学家
- 弗雷德里克·约里奥-居里，1935年诺贝尔化学奖得主、法国物理学家
- 莱纳斯·鲍林，1954年诺贝尔化学奖和1962年诺贝尔和平奖得主、美国化学家
- 塞西尔·鲍威尔，1950年诺贝尔物理学奖得主、英国物理学家
- 约瑟夫·罗特布拉特，1995年诺贝尔和平奖得主、英国物理学家
- 伯特兰·罗素，1950年诺贝尔文学奖得主、英国哲学家、数学家
- 汤川秀树，1949年诺贝尔物理学奖得主、日本物理学家

## 外部連結
- Op-Ed: The 50-Year Shadow （页面存档备份，存于） by Joseph Rotblat, New York Times, May 17, 2005.
- Meeting the Russell–Einstein Challenge to Humanity by David Krieger, October 2004.